# Талмиџ (Охајо)
Талмиџ (енгл. Tallmadge) град је у америчкој савезној држави Охајо.

## Демографија
По попису из 2010. године број становника је 17.537, што је 1.147 (7,0%) становника више него 2000. године.
| Група             | 2000.          | 2010.          |
| Белци             | 15.628 (95,4%) | 16.293 (92,9%) |
| Афроамериканци    | 341 (2,1%)     | 583 (3,3%)     |
| Азијати           | 142 (0,9%)     | 183 (1,0%)     |
| Хиспаноамериканци | 94 (0,6%)      | 178 (1,0%)     |
| Укупно            | 16.390         | 17.537         |